# 馮桂芬
冯桂芬（1809年—1874年），字林一，号景亭，晚号邓尉山人，江苏省苏州府吴县木渎镇（今属苏州市吴中区）人，清朝思想家、散文家。

## 生平
馮桂芬出生在富貴家庭，敏而好學，文名極盛。早年為生員。道光二十年（1840年）高中一甲第二名進士（榜眼），授翰林院編修，是林則徐門生。道光二十四年充廣西鄉試正考官，二十五年教習庶吉士。李鸿章深“服其学问精洽”。
咸豐三年（1853年），太平天國於南京建都，馮桂芬奉命在南京附近的蘇州組織團練，與太平軍對抗，升右中允。咸豐十年（1860年），太平軍攻克蘇州，馮桂芬逃往上海，繼續參加組織由江浙官紳與英、法、美等國領事組成的全防局，1862年以後參與李鴻章的湘軍以協助鎮壓太平天國運動，以英美兵器經驗自創淮軍。晚年曾先後在金陵、上海、蘇州等書院講學，從事著述。同治十三年四月十三日，冯桂芬病死里第（冯桂芬故居），葬天池山（冯桂芬墓）。光緒二年，入祀名宦乡贤祠。

## 思想
他提出“采西學、制洋器、籌國用、改科擧”的新建議，主張「以中國之倫常名教為原本，輔以諸國富強之術」，即“中体西用”，為洋務運動的擁護者。著有《校邠廬抗議》（1861年）、《顯志堂集》。

## 延伸阅读
[在维基数据编辑]
 《清史稿/卷486》，出自趙爾巽《清史稿》
 在维基共享资源阅览影像、分类